# Matt Bomer
Matthew Staton „Matt” Bomer (Spring, Texas, 1977. október 11. –) Golden Globe-díjas amerikai színész. Legismertebb szerepe Neal Caffrey A nagy svindli című sorozatból.

## Fiatalkora és családja
1977-ben Spring-ben, Texas államban született Sissi és John Bomer fiaként. Klein High School-ba járt Lee Pace-szel. Mindketten színészkedtek, a  Houston's Alley Színházban.
2001-ben diplomázott Carnegie Mellon Egyetemen  Pittsburgh-ben, Pennsylvania államban.

## Pályafutása
Diplomázás után New Yorkba költözött, ahol a színházban dolgozott, amíg meg nem kapta első kisebb szerepét az All My Children tv-sorozatban, mint Ian Kipling. 2001-től 2003-ig Ben Reade szerepét alakította [CBS] amerikai tv-csatorna The Guiding Light című szappanoperájában.  2003 és 2004 között Az Őrangyal című sorozatban mint Tru (Eliza Dushku) egyik szerelme tűnik fel.  2004-ben feltűnik a Tiszta Hawaii című tv-sorozatban, majd 2005-ben a Légcsavar című thrillerben, ezután 2006-ban pedig Amy Coyne Tv filmben.  2006-ban a A texasi láncfűrészes mészárlás: A kezdet című filmben Ericet alakítja, majd 2007-ben Az utolsó vakáció című sorozatban, mint egyik főszereplő tűnik fel. Az NBC Chuck című sorozatában mint Bryce Larkint láthattuk.  2009-ben kezdik forgatni a White Collar című sorozatot, amiben ő játssza Neal Caffrey-t, aki egy csaló, hogy kikerülhessen a börtönből beáll az FBI-hoz tanácsadónak. Egy FBI ügynökkel, Peter Burke-kel (Tim DeKay) dolgozik együtt, aki régen lecsukta.  2011-ben ő alakította a Lopott idő című filmben Henry Hamiltont, aki "idejét" Justin Timberlake-nek adta, mielőtt öngyilkos lett volna. 2012-ben játszott a 8-ban, mint Jeff Zarrillo és vendégszerepet kapott a Glee – Sztárok leszünk! című sorozatban, ahol Cooper Andersont alakította.

## Magánélete
2012 februárjában felvállalta homoszexualitását és családját: Simon Halls újságíróval él együtt, akivel 3 fiúgyermekük van, közülük ketten ikrek. Az első fiuknak Matt Bomer a biológiai apja, az ikreknek pedig Simon Halls.
Bomer jó barátságban van középiskolai osztálytársaival, Lee Pace-szel és Lynn Collins-szal.

## Filmográfia

### Film
| Év   | Magyar cím                                                  | Eredeti cím                                             | Szerep                         | Magyar hang     |
| ---- | ----------------------------------------------------------- | ------------------------------------------------------- | ------------------------------ | --------------- |
| 2003 |                                                             | War Birds: Diary of an Unknown Aviator (dokumentumfilm) | John McGavock Grider           |                 |
| 2005 | Légcsavar                                                   | Flightplan                                              | Eric                           | Sörös Miklós    |
| 2006 | A texasi láncfűrészes mészárlás: A kezdet                   | The Texas Chainsaw Massacre: The Beginning              | Eric Hill                      | Zámbori Soma    |
| 2011 | Lopott idő                                                  | In Time                                                 | Henry Hamilton                 | Sarádi Zsolt    |
| 2012 | Magic Mike                                                  | Magic Mike                                              | Ken                            | Orosz Ákos      |
| 2013 | Superman elszabadul                                         | Superman: Unbound                                       | Superman / Clark Kent (hangja) | Sarádi Zsolt    |
| 2014 | Téli mese                                                   | Winter's Tale                                           | fiatal férfi                   |                 |
| 2014 | Űrállomás 76                                                | Space Station 76                                        | Ted                            | Horváth Gergely |
| 2015 | Magic Mike XXL                                              | Magic Mike XXL                                          | Ken                            | Orosz Ákos      |
| 2016 | Rendes fickók                                               | The Nice Guys                                           | John Boy                       | Jakab Márk      |
| 2016 | A hét mesterlövész                                          | The Magnificent Seven                                   | Matthew Cullen                 | Seres Dániel    |
| 2017 |                                                             | Walking Out                                             | Cal                            |                 |
| 2017 | Bármi                                                       | Anything                                                | Freda Von Rhenburg             |                 |
| 2018 |                                                             | Jonathan                                                | Ross Craine                    |                 |
| 2018 |                                                             | Papi Chulo                                              | Sean                           |                 |
| 2018 |                                                             | Viper Club                                              | Sam                            |                 |
| 2020 | A fiúk a bandából                                           | The Boys in the Band                                    | Donald                         |                 |
| 2021 |                                                             | Justice Society: World War II                           | Barry Allen / Flash (hangja)   |                 |
| 2022 |                                                             | All Man: The International Male Story                   | narrátor                       |                 |
| 2023 | Szuperhősök Légiója                                         | Legion of Super-Heroes                                  | Barry Allen / Flash (hangja)   |                 |
| 2023 | Magic Mike utolsó tánca                                     | Magic Mike's Last Dance                                 | Ken                            | Orosz Ákos      |
| 2023 |                                                             | Justice League: Warworld                                | öregember (hangja)             |                 |
| 2023 | Maestro                                                     | Maestro                                                 | David Oppenheim                | Széles Tamás    |
| 2024 | Az Igazság Ligája: Végtelen Világok Válsága – Első rész     | Justice League: Crisis on Infinite Earths – Part One    | Barry Allen / Flash (hangja)   | Hám Bertalan    |
| 2024 | Az Igazság Ligája: Végtelen Világok Válsága – Harmadik rész | Justice League: Crisis on Infinite Earths – Part Three  | Barry Allen / Flash (hangja)   | Hám Bertalan    |

### Televízió
| Év        | Magyar cím                                        | Eredeti cím                                               | Szerep                                | Megjegyzések                                                        |
| --------- | ------------------------------------------------- | --------------------------------------------------------- | ------------------------------------- | ------------------------------------------------------------------- |
| 2000      |                                                   | All My Children                                           | Ian Kipling                           | 1 epizód                                                            |
| 2001–2003 | Vezérlő fény                                      | The Guiding Light                                         | Ben Reade                             | 6 epizód                                                            |
| 2002      | Az elveszett ereklyék fosztogatói                 | Relic Hunter                                              | ügynök                                | 1 epizód                                                            |
| 2003–2004 | Tru Calling – Az őrangyal                         | Tru Calling                                               | Luc Johnston                          | 14 epizód                                                           |
| 2004      | Tiszta Hawaii                                     | North Shore                                               | Ross                                  | 1 epizód                                                            |
| 2006      |                                                   | Amy Coyne                                                 | Case                                  | tévéfilm                                                            |
| 2007      | Traveler – Az utolsó vakáció                      | Traveler                                                  | Jay Burchell                          | 8 epizód                                                            |
| 2007–2009 | Chuck                                             | Chuck                                                     | Bryce Larkin                          | 7 epizód                                                            |
| 2009–2014 | A nagy svindli                                    | White Collar                                              | Neal Caffrey                          | - 81 epizód - producer (19 epizód) - magyar hangja: - Rajkai Zoltán |
| 2012      | Glee – Sztárok leszünk!                           | Glee                                                      | Cooper Anderson                       | 1 epizód                                                            |
| 2013      | Egy rém fura család                               | The New Normal                                            | Monty                                 | 1 epizód                                                            |
| 2014      | Igaz szívvel                                      | The Normal Heart                                          | Felix Turner                          | - tévéfilm - magyar hangja: - Szatory Dávid                         |
| 2014      | Amerikai Horror Story: Rémségek cirkusza          | American Horror Story: Freak Show                         | Andy                                  | - 1 epizód - magyar hangja: - Hujber Ferenc                         |
| 2015–2016 | Amerikai Horror Story: Hotel                      | American Horror Story: Hotel                              | Donovan                               | - 9 epizód - magyar hangja: - Hujber Ferenc                         |
| 2016–2017 |                                                   | The Last Tycoon                                           | Monroe Stahr                          | 9 epizód                                                            |
| 2018      | American Crime Story: A Gianni Versace-gyilkosság | The Assassination of Gianni Versace: American Crime Story | nem szerepel                          | rendező (1 epizód)                                                  |
| 2018      | Titánok                                           | Titans                                                    | Larry Trainor / Negative Man (hangja) | 1 epizód                                                            |
| 2018–2019 | Will és Grace                                     | Will & Grace                                              | McCoy Whitman                         | 4 epizód                                                            |
| 2019–2023 | Doom Patrol                                       | Doom Patrol                                               | Larry Trainor / Negative Man (hangja) | - főszereplő - magyar hangja: - Dér Zsolt                           |
| 2020      | A tettes                                          | The Sinner                                                | Jamie Burns                           | 8 epizód                                                            |
| 2021      |                                                   | American Horror Stories                                   | Michael Winslow                       | 2 epizód                                                            |
| 2022      | Visszhangok                                       | Echoes                                                    | Jack Beck                             | - főszereplő - magyar hangja: - Dévai Balázs                        |
| 2023      | Útitársak                                         | Fellow Travelers                                          | Hawkins “Hawk” Fuller                 | 8 epizód                                                            |

## Fordítás
- Ez a szócikk részben vagy egészben  a   Matt Bomer című angol Wikipédia-szócikk ezen változatának fordításán alapul.  Az eredeti cikk szerkesztőit annak laptörténete sorolja fel. Ez a jelzés csupán a megfogalmazás eredetét és a szerzői jogokat jelzi, nem szolgál a cikkben szereplő információk forrásmegjelöléseként.